# Javi Martínez
Javier Martínez Aginaga, detto Javi (Estella, 2 settembre 1988), è un calciatore spagnolo, centrocampista o difensore dell'Al-Bidda.
Con la nazionale spagnola si è laureato campione del mondo nel 2010 e campione d'Europa nel 2012

## Caratteristiche tecniche
Nato calcisticamente come centrocampista difensivo, all'Athletic Bilbao con l'approdo di Marcelo Bielsa è stato trasformato in difensore centrale con ottimi risultati. Anche Josep Guardiola al Bayern Monaco lo ha riproposto nel ruolo più arretrato.

## Carriera

### Club

#### L'esordio all'Osasuna
Indicato come una delle giovani promesse del calcio spagnolo, nel 2006 fu strappato dall'Athletic Club ai cugini dell'Osasuna per una cifra considerevole (circa sei milioni di euro), vista la giovane età del calciatore al momento del trasferimento (nemmeno 18 anni). Dopo una stagione da titolare nell'Osasuna B, squadra di categoria inferiore affiliata alla società di Pamplona, venne acquistato dai rojiblancos su consiglio dell'ex giocatore di Osasuna e Athletic Bilbao José "Kuko" Ziganda, che lo paragonò al centrocampista francese Patrick Vieira, dicendosi pronto a scommettere su un futuro radioso del giovane centrocampista.

#### Il passaggio all'Athletic Bilbao
Entrato nelle file dell'Athletic Bilbao dalla stagione 2006/07, venne subito promosso titolare. Il suo debutto nella Liga spagnola è infatti datato 27 agosto 2006 nella prima partita di campionato, il derby tra Athletic Club e Real Sociedad, terminato 1-1. Segna il suo primo gol alla terza giornata, il 17 settembre dello stesso anno, nella partita Athletic Club-Atlético Madrid 1-4. In breve diventa un pilastro inamovibile della formazione basca, come testimoniano le 170 presenze in cinque campionati.

#### Gli anni al Bayern Monaco

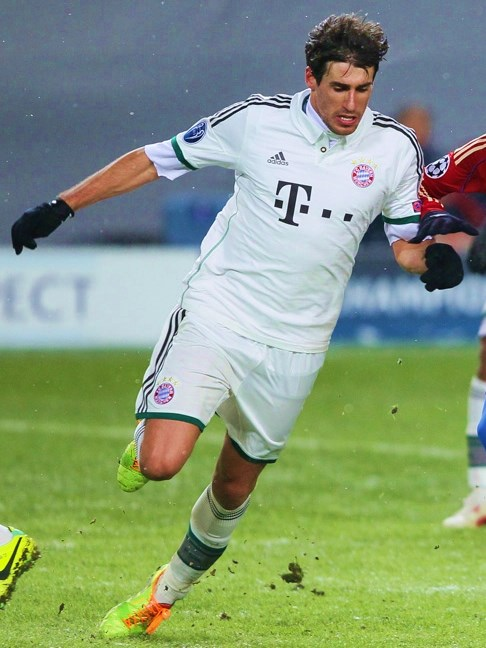
Javi Martínez con la maglia del Bayern Monaco nel 2013

Nella notte del 29 agosto 2012 sostiene a Monaco le visite mediche per il passaggio al Bayern Monaco per 40 milioni di euro, aggiudicandosi così il titolo di calciatore più caro in assoluto nella storia della Bundesliga (primato poi superato da Corentin Tolisso nel 2017). Martínez debutta con la maglia bavarese il 2 settembre 2012, giorno del suo ventiquattresimo compleanno, sostituendo Schweinsteiger nel 6-1 casalingo contro lo Stoccarda. Segna poi la prima rete nel massimo campionato tedesco il 24 novembre, nella vittoria per 5-0 contro l'Hannover 96.
Il 6 aprile 2013 vince la sua prima Bundesliga (il ventitreesimo titolo dei bavaresi) con sei giornate di anticipo rispetto alla fine del campionato. Il 25 maggio 2013 vince la sua prima Champions League, giocando da titolare la finale vinta contro il Borussia Dortmund. Il 1º giugno 2013 vince anche la Coppa di Germania, ottenendo il treble con la compagine bavarese. Il 30 agosto 2013 vince la Supercoppa europea di calcio, prima anche per i Bayern contro il Chelsea, segnando al minuto 120+1' , portando così la sua squadra ai calci di rigore, dove vinceranno grazie ad un errore di Romelu Lukaku. Nel corso dell'annata la squadra bavarese conquista altri tre titoli, la Coppa del mondo per club, la Bundesliga e la Coppa di Germania.
Il 13 agosto 2014, durante l'incontro di DFL-Supercup contro il Borussia Dortmund (0-2), subisce la rottura del legamento crociato del ginocchio sinistro che lo costringe a uno stop di circa sette mesi. Il 26 aprile 2015 vince il terzo campionato di fila con il Bayern. Il 31 ottobre 2017 sigla il suo primo gol in carriera in Champions League, ai danni del Celtic. Il 24 settembre 2020 vince la Supercoppa Europea contro il Siviglia segnando il gol del definitivo 2-1 nei tempi supplementari. In questa stagione vincerà poi il suo secondo Mondiale per club e il suo nono campionato tedesco.
In nove anni con il Bayern ha messo insieme 268 presenze e 14 gol con 24 trofei vinti.

#### Il passaggio in Qatar
Il 20 giugno 2021 annuncia il proprio passaggio al Qatar SC. Il 7 luglio seguente firma un contratto annuale con il club.
Dopo quattro stagioni lascia il club per trasferirsi all'Al-Bidda club militante nella serie B qatariota.

### Nazionale

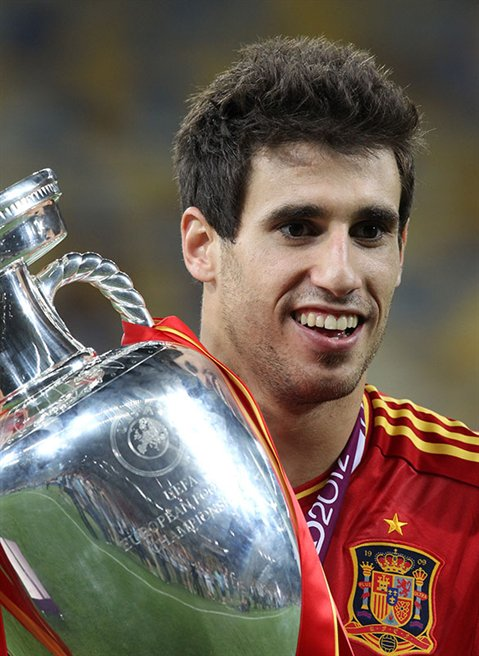
Javi Martínez con in mano il trofeo del campionato europeo di calcio nel 2012

Ha ottenuto una presenza nella selezione basca, ed ha fatto parte delle varie rappresentative giovanili spagnole: nel 2007 ha vinto il campionato europeo di calcio con l'Under-19, mentre nel 2009 ha partecipato al campionato europeo di calcio Under-21.
Nel maggio 2010 viene convocato nella nazionale maggiore per il campionato mondiale di calcio 2010 in Sudafrica, facendo il suo esordio con le "Furie rosse" nell'amichevole pre-mondiale disputata il 29 maggio contro l'Arabia Saudita, inoltre l'11 luglio si laurea campione del mondo, grazie alla vittoria in finale per 1-0 sui Paesi Bassi. Pur rimanendo nel giro della nazionale fatica ad accumulare gettoni di presenze nelle furie rosse, causa la forte concorrenza a centrocampo.

## Statistiche

### Presenze e reti nei club
Statistiche aggiornate al 11 settembre 2021.
| Stagione               | Squadra                | Campionato             | Campionato | Campionato | Coppe nazionali | Coppe nazionali | Coppe nazionali | Coppe continentali | Coppe continentali | Coppe continentali | Altre coppe | Altre coppe | Altre coppe | Totale | Totale |
| Stagione               | Squadra                | Comp                   | Pres       | Reti       | Comp            | Pres            | Reti            | Comp               | Pres               | Reti               | Comp        | Pres        | Reti        | Pres   | Reti   |
| ---------------------- | ---------------------- | ---------------------- | ---------- | ---------- | --------------- | --------------- | --------------- | ------------------ | ------------------ | ------------------ | ----------- | ----------- | ----------- | ------ | ------ |
| 2005-2006              | Osasuna B              | SDB                    | 32         | 3          | -               | -               | -               | -                  | -                  | -                  | -           | -           | -           | 32     | 3      |
| 2006-2007              | Athletic Bilbao        | PD                     | 35         | 3          | CR              | 0               | 0               | -                  | -                  | -                  | -           | -           | -           | 35     | 3      |
| 2007-2008              | Athletic Bilbao        | PD                     | 34         | 0          | CR              | 2               | 0               | -                  | -                  | -                  | -           | -           | -           | 36     | 0      |
| 2008-2009              | Athletic Bilbao        | PD                     | 32         | 4          | CR              | 9               | 1               | -                  | -                  | -                  | -           | -           | -           | 41     | 5      |
| 2009-2010              | Athletic Bilbao        | PD                     | 34         | 6          | CR              | 1               | 1               | UEL                | 11                 | 2                  | -           | -           | -           | 46     | 9      |
| 2010-2011              | Athletic Bilbao        | PD                     | 35         | 4          | CR              | 3               | 0               | -                  | -                  | -                  | -           | -           | -           | 38     | 4      |
| 2011-2012              | Athletic Bilbao        | PD                     | 31         | 4          | CR              | 9               | 0               | UEL                | 14                 | 0                  | -           | -           | -           | 54     | 4      |
| Totale Athletic Bilbao | Totale Athletic Bilbao | Totale Athletic Bilbao | 201        | 21         |                 | 24              | 2               |                    | 25                 | 2                  |             | -           | -           | 250    | 25     |
| 2012-2013              | Bayern Monaco          | BL                     | 27         | 3          | CG              | 5               | 0               | UCL                | 11                 | 0                  | SG          | -           | -           | 43     | 3      |
| 2013-2014              | Bayern Monaco          | BL                     | 18         | 0          | CG              | 5               | 0               | UCL                | 8                  | 0                  | SG+SU+Cmc   | 0+1+2       | 0+1+0       | 34     | 1      |
| 2014-2015              | Bayern Monaco          | BL                     | 1          | 0          | CG              | 0               | 0               | UCL                | 1                  | 0                  | SG          | 1           | 0           | 3      | 0      |
| 2015-2016              | Bayern Monaco          | BL                     | 16         | 1          | CG              | 3               | 0               | UCL                | 8                  | 0                  | SG          | 0           | 0           | 27     | 1      |
| 2016-2017              | Bayern Monaco          | BL                     | 25         | 1          | CG              | 4               | 1               | UCL                | 7                  | 0                  | SG          | 1           | 0           | 37     | 2      |
| 2017-2018              | Bayern Monaco          | BL                     | 22         | 1          | CG              | 4               | 0               | UCL                | 10                 | 1                  | SG          | 1           | 0           | 37     | 2      |
| 2018-2019              | Bayern Monaco          | BL                     | 21         | 3          | CG              | 5               | 0               | UCL                | 6                  | 1                  | SG          | 1           | 0           | 33     | 4      |
| 2019-2020              | Bayern Monaco          | BL                     | 16         | 0          | CG              | 1               | 0               | UCL                | 7                  | 0                  | SG          | 0           | 0           | 24     | 0      |
| 2020-2021              | Bayern Monaco          | BL                     | 19         | 0          | CG              | 1               | 0               | UCL                | 8                  | 0                  | SG+SU+Cmc   | 1+1+0       | 0+1+0       | 30     | 1      |
| Totale Bayern Monaco   | Totale Bayern Monaco   | Totale Bayern Monaco   | 165        | 9          |                 | 28              | 1               |                    | 66                 | 2                  |             | 9           | 2           | 268    | 14     |
| 2021-2022              | Qatar SC               | QSL                    | 21         | 3          | QSC+EQC         | 2+2             | 0+1             | -                  | -                  | -                  | -           | -           | -           | 25     | 4      |
| 2022-2023              | Qatar SC               | QSL                    | 17         | 1          | QSC+EQC         | 2+1             | 1+0             | -                  | -                  | -                  | -           | -           | -           | 20     | 2      |
| 2023-2024              | Qatar SC               | QSL                    | 22         | 6          | QSC+EQC         | 3+4             | 0+0             | -                  | -                  | -                  | -           | -           | -           | 29     | 6      |
| Totale Qatar SC        | Totale Qatar SC        | Totale Qatar SC        | 60         | 10         |                 | 14              | 2               |                    | -                  | -                  |             | -           | -           | 74     | 12     |
| Totale carriera        | Totale carriera        | Totale carriera        | 458        | 43         |                 | 66              | 5               |                    | 91                 | 4                  |             | 9           | 2           | 674    | 54     |

### Cronologia presenze e reti in nazionale
| Cronologia completa delle presenze e delle reti in nazionale ― Spagna | Cronologia completa delle presenze e delle reti in nazionale ― Spagna | Cronologia completa delle presenze e delle reti in nazionale ― Spagna | Cronologia completa delle presenze e delle reti in nazionale ― Spagna | Cronologia completa delle presenze e delle reti in nazionale ― Spagna | Cronologia completa delle presenze e delle reti in nazionale ― Spagna | Cronologia completa delle presenze e delle reti in nazionale ― Spagna | Cronologia completa delle presenze e delle reti in nazionale ― Spagna |
| Data                                                                  | Città                                                                 | In casa                                                               | Risultato                                                             | Ospiti                                                                | Competizione                                                          | Reti                                                                  | Note                                                                  |
| --------------------------------------------------------------------- | --------------------------------------------------------------------- | --------------------------------------------------------------------- | --------------------------------------------------------------------- | --------------------------------------------------------------------- | --------------------------------------------------------------------- | --------------------------------------------------------------------- | --------------------------------------------------------------------- |
| 29-5-2010                                                             | Innsbruck                                                             | Spagna                                                                | 3 – 2                                                                 | Arabia Saudita                                                        | Amichevole                                                            | -                                                                     | 77’                                                                   |
| 3-6-2010                                                              | Innsbruck                                                             | Spagna                                                                | 1 – 0                                                                 | Corea del Sud                                                         | Amichevole                                                            | -                                                                     | 79’                                                                   |
| 25-6-2010                                                             | Pretoria                                                              | Cile                                                                  | 1 – 2                                                                 | Spagna                                                                | Mondiali 2010 - 1º turno                                              | -                                                                     | 73’                                                                   |
| 29-3-2011                                                             | Kaunas                                                                | Lituania                                                              | 1 – 3                                                                 | Spagna                                                                | Qual. Euro 2012                                                       | -                                                                     |                                                                       |
| 10-8-2011                                                             | Bari                                                                  | Italia                                                                | 2 – 1                                                                 | Spagna                                                                | Amichevole                                                            | -                                                                     |                                                                       |
| 2-9-2011                                                              | San Gallo                                                             | Spagna                                                                | 3 – 2                                                                 | Cile                                                                  | Amichevole                                                            | -                                                                     |                                                                       |
| 7-10-2011                                                             | Praga                                                                 | Rep. Ceca                                                             | 0 – 2                                                                 | Spagna                                                                | Qual. Euro 2012                                                       | -                                                                     | 70’                                                                   |
| 14-6-2012                                                             | Danzica                                                               | Spagna                                                                | 4 – 0                                                                 | Irlanda                                                               | Euro 2012 - 1º turno                                                  | -                                                                     | 65’ - 76’                                                             |
| 14-11-2012                                                            | Panama                                                                | Panama                                                                | 1 – 5                                                                 | Spagna                                                                | Amichevole                                                            | -                                                                     |                                                                       |
| 8-6-2013                                                              | Miami Gardens                                                         | Spagna                                                                | 2 – 1                                                                 | Haiti                                                                 | Amichevole                                                            | -                                                                     | 34’                                                                   |
| 16-6-2013                                                             | Recife                                                                | Spagna                                                                | 2 – 1                                                                 | Uruguay                                                               | Conf. Cup 2013 - 1º turno                                             | -                                                                     | 77’                                                                   |
| 20-6-2013                                                             | Rio de Janeiro                                                        | Spagna                                                                | 10 – 0                                                                | Tahiti                                                                | Conf. Cup 2013 - 1º turno                                             | -                                                                     | 46’                                                                   |
| 27-6-2013                                                             | Fortaleza                                                             | Spagna                                                                | 0 – 0 dts (7 – 6 dtr)                                                 | Italia                                                                | Conf. Cup 2013 - Semifinale                                           | -                                                                     | 90+4’                                                                 |
| 14-8-2013                                                             | Guayaquil                                                             | Ecuador                                                               | 0 – 2                                                                 | Spagna                                                                | Amichevole                                                            | -                                                                     | 74’                                                                   |
| 5-3-2014                                                              | Madrid                                                                | Spagna                                                                | 1 – 0                                                                 | Italia                                                                | Amichevole                                                            | -                                                                     |                                                                       |
| 30-5-2014                                                             | Siviglia                                                              | Spagna                                                                | 2 – 0                                                                 | Bolivia                                                               | Amichevole                                                            | -                                                                     |                                                                       |
| 7-6-2014                                                              | Landover                                                              | El Salvador                                                           | 0 – 2                                                                 | Spagna                                                                | Amichevole                                                            | -                                                                     |                                                                       |
| 18-6-2014                                                             | Rio de Janeiro                                                        | Spagna                                                                | 0 – 2                                                                 | Cile                                                                  | Mondiali 2014 - 1º turno                                              | -                                                                     |                                                                       |
| Totale                                                                |                                                                       | Presenze                                                              | 18                                                                    |                                                                       | Reti                                                                  | 0                                                                     |                                                                       |

## Palmarès

### Club

#### Competizioni nazionali
- Campionato tedesco: 9

Bayern Monaco: 2012-2013, 2013-2014, 2014-2015, 2015-2016, 2016-2017, 2017-2018, 2018-2019, 2019-2020, 2020-2021
- Coppa di Germania: 5

Bayern Monaco: 2012-2013, 2013-2014, 2015-2016, 2018-2019, 2019-2020
- Supercoppa di Germania: 4

Bayern Monaco: 2016, 2017, 2018, 2020

#### Competizioni internazionali
- UEFA Champions League: 2

Bayern Monaco: 2012-2013, 2019-2020
- Supercoppa UEFA: 2

Bayern Monaco: 2013, 2020
- Coppa del mondo per club: 2

Bayern Monaco: 2013, 2020

### Nazionale
- Campionato mondiale: 1

Sudafrica 2010
- Campionato d'Europa Under-21: 1

Danimarca 2011
- Campionato d'Europa: 1

Polonia-Ucraina 2012
- Campionato d'Europa Under-19: 1

2007

### Individuale
- Giocatore rivelazione dell'anno del calcio spagnolo:

2010
- Inserito nella selezione UEFA dell'Europeo Under-21: 1

Danimarca 2011